# ムタワ
ムタワ（アラビア語: مطوعين）は、イスラム教において悪徳とされる行為を禁止し、徳のある行いを推奨すること（勧善懲悪）を目的としたイスラム価値観における倫理道徳的な立場から一般人に教育的指導を行う組織である。欧米では宗教警察であると解釈されている。

## 概要
ムタワと呼ばれる組織はサウジアラビア、イラン、イラク、アフガニスタン、パキスタン、エジプト、イエメン、ナイジェリア北部、マレーシアなどのイスラム教圏の国に存在している。国によって組織の規模も社会的な扱いも異なり、国家機関から宗教法人の一部門、民間団体までさまざまである。元々はイスラムの教えに従った生活指導を行うボランティア組織的なものであり、文明の進歩とともに新しく現れたものや社会の変化がイスラムの教えに対してどのように解釈されるのかについての倫理判断を行う組織でもあった。しかし、近代になって西洋文化がイスラム教圏に流入するようになると激しい拒絶反応を起こし、西洋文明の排除を目的として活動する組織が多くなった。特にアフガニスタンなどでは処刑から破壊活動まで行うほどに過激化した。このため、他国だけでなく自国内からすらも人権侵害組織として批判されるようになった。

## サウジアラビア
サウジアラビアにおいては、勧善懲悪委員会と呼ばれており、社会的に極めて強い影響力を有している。司法警察権や裁判権は持っていないが、活動には警察官が同伴し、委員の依頼で警察が逮捕を行い、委員会の告発によって刑事裁判が行われるなど、実質的に司法警察権と裁判権を持っているかのような活動をしている。1990年代以前は生活指導を行うボランティア組織的なものでしかなかったが、近代になって西洋文化が流入するようになると極端な拒絶反応を示し、厳しく取り締まるようになった。海外からは人権侵害組織として批判されており、国内でも不満の声が強まったことから近年は権限の縮小が進められている。

## アフガニスタン
タリバン政権時代に活発に活動していたが、アフガニスタン侵攻で一時期廃止されていた。しかし、2003年に再編され、現在も活動している。

## イラン
イスラム革命後に再編成され、イスラムに反するものへの弾圧組織となっている。

## インドネシア
近年になってイスラム法に基づく条例が増えるにつれ、公務員としてのムタワの職員が増員され、取締りが厳しくなってきている。誤認逮捕や冤罪などが問題になっている。日本のニュースでは道徳警察と紹介されていた。

## マレーシア
マレーシアでは人権侵害が問題視されるほどの活動はなく、倫理委員会としてムスリムに模範的な指針を示す組織として活動している。

## イギリス
シャーリア・ポリス (Sharia patrols) を名乗るイスラム団体が存在している。